# Vinice (Orlická tabule)
Vinice (340 m n. m.) je vrch v okrese Náchod Královéhradeckého kraje. Leží asi 1 km severozápadně od města Česká Skalice, na katastrálním území městské části Malá Skalice.

## Geomorfologické zařazení
Geomorfologicky vrch náleží do celku Orlická tabule, podcelku Úpsko-metujská tabule a okrsku Českoskalická plošina.
Podle podrobnějšího členění Balatky a Kalvody náleží vrch do okrsku Českoskalická tabule a podokrsku Ratibořická plošina.